# International Coaching Council
 For alternative betydninger, se ICC.
International Coaching Council (ICC) er en organisation for coaches på elitært niveau med specielt fokus på business coaching og executive coaching. Kravene for medlemskab er baseret på højeste standarder, hvilke gælder såvel uddannelse som udøvelse af erhvervet. ICCs krav adskiller sig fra andre coachingforeninger ved, at medlemmernes resultater inden for erhvervet altid vil kunne måles. 
Coachuddannelsen Certified Master Coach (C.M.C.) giver direkte adgang til fuldt medlemskab af ICC. En C.M.C. er uddannet ved Graduate School of Master Coaches/Behavioral Institute of Coaches, der vurderes som verdens bedste coachuddannelse. Underviserne har en PhD-grad og flere af dem underviser på nogle af de mest krævende og prestigefyldte universiteter i verden – bl.a. Harvard University, USA. 

## References
1. ↑   ICAA -Centre for International Education, Annual Report 2007